# Paronymie
Cet article possède un paronyme, voir Patronymie.
La paronymie est la quasi-similitude de deux mots de sens différents. Comme l'indique son étymologie, le mot est composé de deux mots d'origine grecque : παρά / pará, « auprès de » et de ὄνομα / ónoma, « nom ». La première définition de ce concept, directement issue de son étymologie, est selon Le Petit Robert qu'il « se dit de mots presque homonymes (exemple : “conjecture”, “conjoncture”) ».  
En règle générale, sauf exception et pour simplifier, deux mots paronymes entre eux diffèrent donc l'un de l'autre par très peu de sons et le plus souvent par un seul son voire une seule lettre comme « crime » et « crème », « douceur » et « douleur », « inique » et « unique », « lacune » et « lagune ».
La plupart des linguistes[Qui ?] distinguent cette similitude formelle, lexicale de l'identité de sens (la synonymie) et de l'identité de forme, l'homonymie, mais, comme cette dernière, elle peut être soit orale (jusqu'à l'homophonie), soit écrite (jusqu'à l'homographie), soit les deux, jusqu'à l'homonymie donc. La paronymie est parfois utilisée à des fins rhétoriques ou poétiques, ou pour jouer sur les mots et proposer une complicité humoristique grâce à l'homophonie approximative et à la contamination sémantique d'un mot par l'autre, comme une sorte de faux lapsus linguæ, une maladresse feinte. 

## Exemples de paronymes
- Si vous ne connaissez pas le sujet, laissez ce bandeau (vous pouvez alors contacter les auteurs).
- Si vous supprimez le contenu mis en cause (vous pouvez préalablement contacter les auteurs),

argumentez précisément cette suppression dans la page de discussion
(un manque de référence n'est pas un argument ; une recherche réelle de référence doit avoir été effectuée, être formellement documentée).
Le mot paronyme a son propre paronyme : patronyme.
- absorber / adsorber
- accident / incident
- adresser / agresser
- aménager / emménager
- allocation / allocution
- amener / emmener
- attention / intention
- bonze / bronze
- camouflage / camouflet
- cahot / chaos
- calendes / calandre
- chômage / chaumage
- collision / collusion
- compatibilité / comptabilité
- cousin / coussin
- conjecture / conjoncture
- conversation / conservation
- crime / crème
- culturel / cultuel
- désert / dessert
- digresser / dégresser / dégraisser
- douceur / douleur
- effraction / infraction
- éclipse / ellipse
- enfant / infant
- éminent / imminent
- éruption / irruption
- empreint(e) / emprunt(e)
- érotique / héroïque
- étreinte / épreinte
- évoquer / invoquer
- goûter / goutter
- gradation / graduation
- habileté / habilité
- haler / héler
- incendie / incident
- inclinaison / inclination
- induire / enduire
- infecter / affecter
- infliger / affliger
- inique / unique
- lacune / lagune
- ministre / sinistre
- mythifier / mystifier
- paraphrase / périphrase
- partial / partiel
- pédologue / podologue
- percepteur  /  précepteur
- poison / poisson / boisson / poinçon
- promiscuité / proximité
- rabattre / rebattre
- récoler / recoller
- recouvrer / recouvrir
- réfaction / réfection / réflexion / réfraction
- regraisser / régresser
- sacrifier / scarifier
- séduction / subduction
- sémitique / sémiotique / sémantique
- servage / sevrage
- sujétion / suggestion
- tribalisme / tribadisme

Certains toponymes peuvent présenter une paronymie :
- Barcelonnette / Barcillonnette
- Champignelles / Champigneulles
- Draguignan / Gradignan
- Étrépilly / Étrépigny
- Évry / Ivry
- Haïti / Tahiti
- Le Thoronet / Le Tholonet
- Montaigut-le-Blanc / Montaigu-le-Blin

Certains paronymes sont perçus comme homophones dans diverses régions de la francophonie. Exemples :
- pomme et paume, été et étais, en français méridional ;
- brin et brun  à Paris.
- part et port dans certaines variétés de français québécois (fusion des phonèmes ar/or en fin de mot).

Les verbes conjugués peuvent donner des paronymies :
- je suis : (verbe être ou verbe suivre)
- Ah, fallait-il que je vous visse : (c'est le verbe voir, pas le verbe visser).

## Paronomase
En rhétorique, la figure de style qui consiste à rapprocher des paronymes au sein du même énoncé est la paronomase (anciennement paronomasie). Du fait de son pouvoir fortement « accrocheur », ce jeu de mots reposant sur les ressemblances graphique et phonétique, est très souvent utilisé dans des énoncés qui ont vocation à être courts tout en étant efficaces : les proverbes, les aphorismes, les maximes, les publicités, les titres, les textes de rap, etc.

### Exemples de paronomases
- « Traduttore, traditore » (en italien : « Traducteur, traître » - repris en français sous la forme : « Traduire, c'est trahir » ou encore « La traduction est une trahison » ; par exemple pour un jeu de mots en langue écrite d'origine devant éclairer le lecteur par rebondissement et qui n'a aucun sens traduit mot à mot pour l'intrigue et donc n'est pas traduit).

#### En latin
- « Ad augusta per angusta » (en latin : à de grands résultats par des voies étroites).
- « Veni, vidi, vici » (en latin : « je suis venu, j'ai vu, j'ai vaincu », expression attribuée à Jules César).
- « Sors immanis et inanis [...] Status malus, vana salus » (en latin : sort cruel et vain [...], Une base instable, un salut trompeur), O Fortuna, Carmina Burana
- « Phoenix felix » (en latin, prononcé fenix felix : heureux le phénix !, inscription de Pompéi).
- « Nomen est omen » qui signifie « Le nom est présage ».

#### En français
- « Qui se ressemble s'assemble ».
- « Qui vole un œuf vole un bœuf ».
- « Habile, Bill. » (OSS 117).
- « Et l'on peut me réduire à vivre sans bonheur,/ Mais non pas me résoudre à vivre sans honneur. » (Corneille, Le Cid).
- « Les conflits prolifèrent dans les zones pétrolifères » (Fonky Family, La Guerre).
- « Science sans conscience n'est que ruine de l'âme » (François Rabelais, Pantagruel, 1532).
- « Je m'instruis mieux par la fuite que par la suite. » (Michel de Montaigne, Essais, Livre III, 1580).
- « Qui s’excuse s’accuse » (Stendhal, Le Rouge et le Noir, 1830).
- « Aucun recours. Aucun secours de personne. » (Nathalie Sarraute, Le Planétarium, 1959).
- « De Gaulle comme une invocation, de Gaulle comme une provocation, de Gaulle comme une vocation » (discours prononcé par François Hollande le 27 mai 2015 au Panthéon lors de la cérémonie d'hommage à Pierre Brossolette, Geneviève de Gaulle Anthonioz, Germaine Tillion et Jean Zay)[4].
- La chanson de Boby Lapointe « Le tube de toilette » est entièrement construite sur une suite de paronomases[5].

### Paronomase implicite
Il existe un type particulier de paronomase, dans lequel le rapprochement n'est qu'implicite, car seul l'un des deux paronymes est cité. En fait, celui qui est cité prend la place de l'autre, dans une phrase où c'est l'autre que l'on attend.
Par exemple dans « pour respirer un peu d’air vrai » (de Gilbert Cesbron), ce n'est pas vrai qu'on attend, mais frais, bien qu'il ne soit pas cité.
De même, la citation de Victor Hugo « Sur le Racine mort le Campistron pullule » est une déformation implicite de la phrase : « Sur la racine morte le champignon pullule. »
« À qui qu'ce soit que je m'agresse » (et non m'adresse), dans la chanson Où C'est Que J'ai Mis Mon Flingue ? de Renaud.
« Lui parler de la pluie, lui parler du gros temps » (et non du beau temps), dans la chanson L'Orage de Georges Brassens.
Le refrain de Je suis né au Chili de Boby Lapointe fait indirectement allusion à un vêtement féminin, la pêche à la ligne, et à de la nourriture :
Et je veux rendre à ma façon

Grâce à votre graisse à masser.

Votre saindoux pour le corps c'est

Ce que mes vers pour l'âme sont.

De tout ce qu'à ma peau me fîtes

Combien fus-je épaté de fois !

Combien à vous qui m'épatâtes

Mon bon petit cœur confus doit !

La série d'albums « Prince de Motordu » de Pef, aux Éditions Gallimard est fondée sur le remplacement de certains mots par leur paronyme.